# Lester R. Brown
Lester Russell Brown (Bridgeton, New Jersey, 1934. március 28. –) a Földpolitikai Intézet elnöke.
Lester Brown a világ egyik legismertebb, környezetvédelemmel foglalkozó tudósa. Munkássága segített megismertetni a környezetvédelmi szempontból fenntartható fejlődés fogalmát. Műveiben nemcsak részletes diagnózis olvasható a Föld környezetvédelmi problémáiról, hanem részletes terápia is.
Brown pályafutása legelején mezőgazdasági vállalkozóként paradicsomtermeléssel foglalkozott, majd egyetemi tanulmányai után az amerikai mezőgazdasági minisztérium munkatársa lett. Kiváló elemzései megalapozták szakmai hírnevét, és Lester Brown hamarosan a mezőgazdasági miniszter közvetlen stábjának munkatársa lett. 1965-ben, indiai látogatása során felismerte, hogy az országot hamarosan éhínség fogja sújtani, és az Egyesült Államok mezőgazdasági miniszterét figyelmeztette erre a veszélyre. Neki köszönhető, hogy az Egyesült Államok hatalmas élelmiszersegélyben részesítette Indiát, és milliók menekültek meg az éhhaláltól.
Lester Brown alapította meg a Világfigyelő Intézetet (Worldwatch Institute), amelynek elnöke volt az Intézet működésének első 26 évében. 2001 májusában megalapította Földpolitikai Intézetet (Earth Policy Institute), mely könyvek és jelentések sorozatában nemcsak a környezetvédelmi problémákat elemezte, hanem konkrét tanácsokat fogalmazott meg a környezetet sújtó katasztrófa elkerülése érdekében. Lester Brown könyveit több mint negyven nyelvre fordították le.

## Legfontosabb munkája,A B-3.0 terv (Mozgósítás a civilizáció megmentésére)[7]
A könyv első fejezetében arról tudósít, hogy 2007 nyarán az északi- és déli-sarki jég olvadása felgyorsult. A késő nyári jégtakaró évente mintegy 7-8%-kal csökken a globális felmelegedés következtében, s ennek alapján az eddigieknél sokkal korábbra, 2020 nyarára várják az északi-sarki jég elolvadását. Grönland jege is gyorsan olvad, és ennek hatására a tengerek vízszintje hét méterrel emelkedhet. Ha a Nyugat-Antarktisz jege is eltűnik, és sok tudós véli úgy, hogy ez még a grönlandi olvadás előtt megtörténhet, akkor ez további öt méterrel fogja megemelni a tengerek vízszintjét, és ebben az esetben egy amerikai kutatóintézet számításai szerint 600 millió menekültre lehet majd számítani.
Közelít a katasztrófa, és vészesen fogy a rendelkezésre álló időnk. Az utóbbi néhány évtizedben egy sor globális probléma alakult ki. Évről évre nő a teljes káoszba és zűrzavarba hulló és működésképtelenné váló államok száma, amelyekben a lakosság túlnépesedése is hatalmas problémát jelent.
A globális problémák nagyrészt a gazdaság és népesedés robbanásszerű növekedéséből fakadnak. 1900 óta a világ össztermelése hússzorosára nőtt, a világnépesség pedig négyszeresére. A világgazdaság 2007-ben elért növekedése önmagában akkora, mint az 1900-as év teljes termelése.
„Napjainkban a természeti rendszerekkel szembeni terhelés a becslések szerint 25%-kal haladja meg ezen rendszerek fenntartható és hasznosítható kapacitását. Ez azt jelenti, hogy a szükségleteinket a Föld természeti kincseinek felemésztésével elégítjük ki, és ezzel utat nyitunk a hanyatlásnak és összeomlásnak.” A baj az, hogy a politikusok még mindig a piaci információkra alapozzák a döntéseket. „A piac sok szempontból tökéletes intézmény, hiszen olyan hatékonysággal osztja szét az erőforrásokat, amelyre semmiféle központi hatóság nem képes, és könnyedén létrehozza a kereslet és kínálat egyensúlyát.” Mégis a piaci mechanizmusok nem tudnak pontos és a döntéseket orientálni képes információt adni, mert az árak nem reális árak, és nem tükrözik a környezetszennyezésből fakadó közvetett károkat.
A növekedés hagyományos modelljét, a fosszilis energiahordozókra és a pazarló fogyasztásra építő gazdasági modellt, a világ fejlődni akaró része már nem veheti át, mert ez rettenetes ökológiai következményekkel járna. Kína jól példázza, hogy az eddig járt út már nem folytatható. Még abban az esetben sem, ha az utóbbi évek 10%-kos növekedése évi 8%-ra mérséklődik. Kína az egy főre jutó éves fogyasztásban 2030-ig utol fogja érni Amerikát. Ez viszont akkora terheléssel jár, amit a Föld ökológiai rendszerei már nem bírnak ki. Ha igaz, hogy Kína számára nem járható a fejlett Nyugat útja, akkor ez a fejlődő világ többi országára is vonatkozik.
A világ, vallja Brown, új kihívás előtt áll: olyan gazdaságot kell létrehoznia, amelynek energiaszükségletét túlnyomó részben megújuló energiaforrásokból fedezik. Az átállásnak eddig soha nem látott sebességgel kell megtörténnie.
Lester Brown műve az egész bolygóra kiterjedő, átfogó cselekvési terv, amely arról szól, hogy hogyan lehet megállítani és visszafordítani a mára már veszélyessé vált folyamatokat. A cselekvési terv négy legfontosabb célkitűzése: a klímaváltozás megállítása, a népességnövekedés leállítása, a szegénység elleni harc és a Föld ökológiai rendszereinek helyreállítása.
A B-terv alternatívát vázol fel az eddig zajló gazdasági fejlődéssel (az A-tervvel) szemben. A könyv korábbi változatának alcíme (Hogyan mentsük meg a bajba jutott bolygót és civilizációt) megváltozott. Az új alcím: Mobilizáció a civilizáció megmentéséért. Lester Brown álláspontja szerint a környezeti katasztrófa már csak akkor kerülhető el, ha 2020-ig 80%-kal csökken a szén-dioxid kibocsátás. (A szerző hangsúlyozza, hogy a B-tervben felvázolt cselekvési terv nem azzal foglalkozik, hogy jelenleg mi a reálisan megvalósítható a politika területén, hanem azzal, hogy mit kell tenni a civilizáció megmentéséért.) A kívánatos célok akkor érhetők el, ha növeljük az energiafelhasználás hatékonyságát, kifejlesztjük a megújuló energiaforrásokat és a szén-dioxid megkötése érdekében hatalmas erdősítési programokba kezdünk. Brown szerint az energiapolitikai fordulathoz rendelkezésre állnak a szükséges technikai ismeretek, csak eddig még nem alakult ki a kellő politikai elszántság a határozott klímavédelmi intézkedésekre.
Bár az előrejelzések szerint a világ energiafelhasználása 2006 és 2020 között 30%-kal fog nőni, mégis azonos mennyiségű, energiahatékonyság növekedéséből fakadó megtakarítást lehetne elérni.
2008-ban a világ elektromosáram-szükségletét 66%-ban fedezték meg nem újuló energiaforrásokból (szén 40%, kőolaj 6%, földgáz 20%), 15%-át nukleáris energiából, 16%-át vízienergiából és 2%-át egyéb megújuló energiaforrásból.
A szén elégetéséből ered az áramtermelésből származó emisszió 70%-a, ezért az első és legfontosabb feladat az áramfogyasztás olyan mértékű csökkentése, hogy ne kelljen már újabb széntüzelésű erőműveket építeni. Az energiafelhasználás hatékonyságát növeli a hagyományos égők betiltása, és háztartási gépek energiafogyasztási előírásainak megszigorítása. Eljött az ideje, fejtegeti Brown, az egész világra kiterjedő energiahatékonysági szabványok kidolgozásának. Az energiafelhasználás hatékonysága jelentősen növelhető az építési szabályok szigorításával és a régi épületek felújításával. A városi közlekedés megszervezése is új megközelítést igényel. Növelni kell a tömegközlekedés és a kerékpár szerepét, csökkenteni kell a teherautóval történő szállítást, és ezzel párhuzamosan növelni kell a vasúti szállítás és a városok közötti forgalomban használt szuper sebességű vonatok szerepét.
A szerző szerint az amerikai energiahatékonyságot az is javítaná, ha az ország 12 esztendő alatt fokozatosan az európai szintre emelné az üzemanyagokra kivetett adót, és fokozatosan szigorítaná a gépjárművek üzemanyag-hatékonysági normáit. Brown javasolja, hogy a szén-dioxid kibocsátásra tonnánként 240 dolláros adót vessenek ki.
A szerző érdekes elemzésben mutat rá arra, hogy a legutóbbi időkben sok szempontból kérdésessé vált bioetanol programokkal nem lehet sikeresen küzdeni a klímaváltozás ellen. (Ha a gabonából vagy kukoricából egyre nagyobb mennyiségben üzemanyag készül, akkor hamarosan az előtt a dilemma előtt fogunk állni, hogy a gépjárműveket üzemeltessük-e, vagy az éhező embereknek adjunk-e enni, hiszen a termelők jobb árat tudnak majd elérni, ha a gabonatermésüket az etanolgyártóknak adják el. Ha gabona fűtőanyag-értékként való hasznosítása nagyobb jövedelmet biztosít, mint az élelmiszerként történő felhasználása, akkor a piac ezt az árut egyszerűen átrakja az energiagazdaság területére. "A most kialakuló verseny a világ 860 millió személygépkocsi-tulajdonosa és a világ legszegényebb 2 milliárd embere között az emberiség számára eddig ismeretlen terület volt.”) A jövő a szél- és a napenergiáé, és egyes országokban (a szerző itt Magyarországot is említi) a geotermikus energia is jelentős szerepet játszhat.
Texas állam kormányzata jelenleg egy hatalmas szélenergia-projekt megvalósítását szorgalmazza, melynek eredményeképpen annyi energiát termelnek majd, amennyit 23 szénerőmű üzembe-helyezésével lehetne előállítani.
Brown felteszi a kérdést, hogy vajon Amerika elég gyors tud-e majd lenni a szélenergia elterjesztésében. A válasz a szerző szerint: igen. Éppúgy ahogy az információs forradalom az utóbbi két évtizedben szinte a felismerhetetlenségig megváltoztatta a világot, pontosan úgy fogja ezt végrehajtani az energiaforradalom.
Míg az információs forradalom hajtóereje a technikai fejlődés és a piac volt, az energiaforradalomnak az előbbi erőkön kívül az a felismerés is lendületet ad, hogy civilizációnk fennmaradása nem csupán magától az energiaforradalomtól függ, hanem attól is, hogy képesek vagyunk-e ezt a változást egy háborús mozgósítás sebességével megtenni vagy sem.
Le kell állítani a szénerőműveket. Az erők hatalmas mozgósításával 1,5 millió, egyenként 2 megawattos szélturbinát kell az országnak felépítenie. A második világháború idején Amerika hónapok leforgása alatt átállt a fegyvergyártásra, és most ugyanilyen erőmobilizációval kell megszabadulnia a fosszilis üzemanyagoktól. A szélkerekeket futószalagon is elő lehet majd állítani. A korábban már leállított autóipari termelőkapacitások elégségesek lehetnének ahhoz, hogy le lehessen gyártani a B-terv szerinti, szükséges számú szélturbinát.
A szerző sietve nyugtatgatja honfitársait: nem kell majd lemondaniuk a gépkocsik használatáról. Az újonnan gyártott hibrid meghajtású gépjárművek üzemeltetését nagyrészt alternatív energiaforrásokból nyert energiával kell megoldani. Brown amellett érvel, hogy a környezetszennyező tevékenységekre kivetett magas adók segítségével váljon érzékelhetővé a piacon is, hogy a fosszilis üzemanyagok használatának mi is a valódi költsége. Ezen adóemelésekkel egy időben azonban–vallja Lester Brown–csökkenteni kell a munkajövedelmek adóterhét.
A szerző szerint minden technikai adottság megvan ahhoz, hogy a szükségesnek tartott energiaforradalom megtörténjen. Most már csak politikai akarat kérdése, hogy a változás tényleg bekövetkezhessen.
A stanfordi egyetem kutatócsoportja megállapította, hogy a Földön rendelkezésre álló szélenergia egyötödét hasznosítva a világ jelenlegi energiafogyasztásánál kétszer nagyobb mennyiségű áramhoz tudnánk jutni. Az amerikai Energetikai Minisztérium szerint csupán három szélben gazdag állam (Észak-Dakota, Kansas és Texas) annyi hasznosítható szélenergiával rendelkezik, amelyből Amerika teljes energiaszükségletét ki lehetne elégíteni. Az ország tengerpartjai közelében felállított szélerőművek az USA elektromosság-fogyasztásának 70%-át tudnák megtermelni. Brown egy nyugat-európai kutatócsoport eredményét is ismerteti: ha Európa tényleg hasznosítaná a tengerpartjai mentén rendelkezésre álló szélenergiát, akkor ebből 2020-ig fedezni lehetne a kontinens áramszükségletét.
A szerző a napenergiának is nagy szerepet szán, hiszen ez az energiaforrás többek között azt is lehetővé teszi, hogy a harmadik világ elektromos hálózattól messze eső területein is legyen energia. Sőt az alternatív energiaforrások számtalan háztartásnak szolgáltathatnak energiát anélkül, hogy szükségessé válna a nagyméretű energiahálózatok kiépítése. Hamarosan azok a tervek is valóra válhatnak, amelyek szerint az Afrika északi részein termelt napenergiát vezetékeken juttatnák el Európába.
Maximálisan egyet lehet érteni a szerzővel: „Míg a fosszilis energiahordozók az energiaellátás globalizálódását segítették, az átállás a megújuló energiaforrásokra a helyi szintre helyezi vissza az energiagazdaságot. Arra számíthatunk, hogy a klímaváltozással kapcsolatban növekvő aggodalom, az emelkedő olajárak, továbbá a fosszilis energiahordozók elégetésének közvetett költségeit tükröző adórendszer lesznek az energiapolitikai váltás fő hajtóerői.”
A könyv nagy erénye, hogy világossá teszi: nem elégséges csak a szűk értelemben vett környezetvédelmi célok megvalósítására koncentrálni. Brown idézi Jeffrey Sachs, a Columbia Egyetem professzorának véleményét: „A jelenlegi helyzet tragikus iróniája az, hogy a gazdag országok annyira gazdagok és a szegények annyira szegények, hogy az előbbiek nemzeti össztermékének kevesebb, mint 1%-a az elkövetkező évtizedekben elegendő lenne arra, hogy a világ összes szegény gyermeke számára biztosítani lehessen az alapvető egészségügyi és oktatási szükségleteket, s erre az emberiség eddigi történetében még nem volt példa.”
A népességnövekedés ütemének folyamatos csökkentésére is szükség van ahhoz, hogy a globális társadalom az egész világon biztosítani tudja állampolgárai részére az alapvető egészségügyi és oktatási szolgáltatásokat. A társadalmi és környezetvédelmi célok megvalósítása évente körülbelül 160 milliárd dollárba kerülne, ami a jelenlegi amerikai katonai költségvetés egyharmada vagy a világ teljes katonai költségvetésének egyhatoda. Lester Brown szerint „már nincs idő az évekig tartó tárgyalásokra, majd további évekre egy újabb nemzetközi szerződés ratifikálására.” Minden azon múlik, vallja a szerző, hogy az egyes nemzetek politikusai azonnal megteszik-e azokat a lépéseket, amelyek 2020-ig elvezetnek károsanyag kibocsátás 80%-os csökkentéséhez. Ha ez nem sikerül, katasztrófába sodródik az emberiség. A szerző az amerikai National Public Radio-nak adott interjújában is kifejtette, hogy a globális felmelegedés okozta környezeti válság mára már annyira súlyossá vált, hogy az egyes államoknak külön-külön azonnal kell lépéseket tenniük.
Lester Brown Új-Zéland példáját említette, ahol nem várnak a bizonytalan kimenetelű nemzetközi tárgyalások eredményére, hanem tovább növelik a megújuló energiaforrások szerepét: Az ország a megújuló energiaforrások részesedését a villamos energia előállításában a már jelenleg is magas 70%-ról 2020-ra 90%-ra emeli. 2040-ig felére fogják csökkenteni a gépjárművek üzemanyag-fogyasztását, és hatalmas
erdősítési programba kezdenek. Új-Zéland a gyors cselekvés mellett döntött: nem mondta azt, fejtegeti Lester Brown, hogy akkor teszi meg ezeket a klímavédelmi lépéseket, ha Ausztrália is cselekszik, vagy ha Amerika is hasonló intézkedéseket hoz.

## Lester Brown az élelmiszerhiányról
Lester Brown Teli bolygó, üres tányérok (Az élelmiszerhiány új geopolitikája) című műve az emberiség élelmiszerellátásával foglalkozik.  a szerző megállapítja: az emberiség az élelmiszerbőségből az élelmiszerhiányba való átmenet korszakában van, és a Földön lázas versenyfutás kezdődött a termőföldekért, és eljött az élelmiszerellátás geopolitikájának új korszaka.

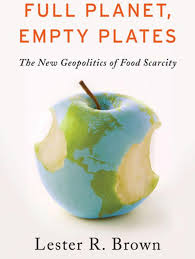
Lester R. Brown: Teli bolygó, üres tányérok (Az élelmiszerhiány új geopolitikája)

Az élelmiszerellátást veszélyeztető tényezők, a szerző szerint, az élelmiszer iránti kereslet szempontjából a túlnépesedés, a növekvő húsfogyasztás és az élelmiszerek etanol gyártásra történő felhasználása. Ugyanakkor az élelmiszerek kínálatának növekedését korlátozza a globális felmelegedés, az egyre gyakrabban tapasztalható aszályok, a talajerózió, a sivatagosodás, a talajvizek kimerülése, a megművelhető földek véges mennyisége és az a tény is, hogy a hozamnövekedés eljutott a biológiailag lehetséges maximumhoz.
A könyv tele van ijesztő tényekkel:
• India a világ mezőgazdasági művelésre használható területek 2%-ával rendelkezik, de ebben az országban lakik a világ lakosságának 18%-a. A túllegeltetés és az aszályok miatt India területének 25%-a lassan elsivatagosodik.
• A világ lakosságának fele olyan országokban él, melyekben a talajvíz-készletek kimerülnek. Olyan nem megújuló talajvizek, melyek évezredek alatt keletkeztek jelenleg évtizedek alatt eltűnnek.
• Tudósok kimutatták, hogy a hőmérséklet 1 Celsius-fokos növekedése következtében a hozamok 10%-kal csökkennek. (Ha az emberiség az eddig megszokott úton halad tovább, akkor az évszázad végére akár a 6 Celsius-fokos hőmérséklet-emelkedés sem kizárt.)
• A szerző részletesen leírja, hogy egyes országok óriási mennyiségben vesznek termőföldet más országokban, hogy ott saját országuk számára termeljenek élelmiszert. ( A földszerzések gyakran olyan országokban történnek, melyeket amúgy is éhínség sújt.)
Lester Brown tanácsai:
• a húsfogyasztást csökkenteni kell
• meg kell állítani a népességnövekedést
• állattartási rendszerek bevezetése, melyek a takarmányt hatékonyabban alakítják át fehérjévé
• meg kell szüntetni a mezőgazdasági termékek üzemanyag gyártásra történő felhasználását
• meg kell állítanunk a talajeróziót
• növelni kell a vízfogyasztás hatékonyságát
• stabilizálnunk kell az éghajlatot
A helyzet aggasztó: még egyetlen országnak sem sikerült megállítania és megfordítania a talajvíz-készletek kimerülését, az ENSZ előrejelzése szerint a Föld lakossága 2050-ig eléri 9,3 milliárdot, folytatódik az esőerdők területének zsugorodása, a termőföldek minősége szerte az egész világban romlik, terjed a sivatagosodás és a világ szén-dioxid-kibocsátása riasztó ütemben növekszik.

## Lester Brown a fosszilis üzemanyagokról a megújuló energiára történő átállásról

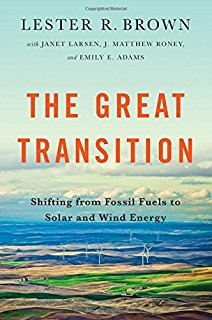
Lester R. Brown és társszerzői, Janet Larsen, J. Matthew Roney és Emily E. Adams: A nagy átmenet: átállás a fosszilis energiahordozókról a nap- és szélenergiára

Lester R. Brown és társszerzői, Janet Larsen, J. Matthew Roney és Emily E. Adams: 2015 tavaszán jelentették meg a The Great Transition / Shifting from Fossil Fuels to Solar and Wind Energy A nagy átmenet: átállás a fosszilis energiahordozókról a nap- és szélenergiára című munkájukat.
A szerzők megállapítják: „Javában zajlik az egész világra kiterjedő átállás a fosszilis üzemanyagokról megújuló energiákra. Ahogy a fosszilis energiahordozók mennyisége csökken, a levegő szennyezés romlik, és az éghajlatváltozással kapcsolatos aggodalmak árnyékot vetnek a szén, az olaj és a földgáz jövőjére, egész világra kiterjedő új energiagazdaság van kibontakozóban. A nagyrészt szénnel és kőolajjal működtetett gazdaság folyamatosan helyet ad a nap- és szélenergiával működtetett gazdaságnak. /Napjainkban a szemünk előtt zajlik le ennek az új gazdaságnak a kialakulása. Ezt láthattuk 2013-ban, amikor Dánia áramfogyasztásának 34 százaléka származott szélenergiából. 2014 januárjában Dánia áramfogyasztásának hatalmas részét, 62 százalékát biztosította a szél. Portugália és Spanyolország áramszükségletének több mint 20 százalékát biztosította a szélenergia, és Írország hasonló adata 17 százalék volt.”
A szerzők részletesen foglalkoznak azzal, hogy milyen tényezők adtak lendületet a szemünk előtt kibontakozó energiaforradalomnak: „A fosszilis energiahordozókról a megújuló energiaforrásokra való nagy átmenetet többféle aggodalom hajtja. Ezek egyike az éghajlatváltozás és ennek a jövőre gyakorolt hatása. A másik a fosszilis üzemanyagok elégetéséből adódó szennyezett levegő belélegzésének egészségre gyakorolt hatása: minden évben három millió ember hal meg a levegőbe juttatott szennyező anyagok miatt. A harmadik aggodalmat az tükrözi, hogy az emberek egyre inkább törekednek az energiatermelés helyi ellenőrzésére és a minden területre kiterjedő energiabiztonságra.”
Az emberiség egyre inkább felismeri, hogy a kőolajkészletek nem állnak majd mindig rendelkezésünkre, egyszer az utolsó csepp olaj is elfogy majd: „Az olajkitermelésnek geológiai korlátai vannak. Az 1940 és 1980 között felfedezett olajmezők mindegyike több mint 10 milliárd hordó (1 hordó = 159 liter) olajat rejtett. Szaúd-Arábia hatalmas Ghawar-olajmezője 75 milliárd hordó olajat rejtett. Ezek a napok elmúltak. Az újonnan felfedezett olajmezők száma alacsony. Napjainkban már nagynak számít egy frissen felfedezett olajmező, ha több mint 3 milliárd hordó olaj szunnyad a föld mélyében.”
De a kőolaj hasznosítása és felhasználása akkor sem folytatódhatna most már sokáig, ha a készletek mennyiségével nem lennének problémáink: „Egy bizonyos ponton túl a jelenlegi, olajra alapozott rendszer tarthatatlannak bizonyul vagy az utak zsúfoltsága és a városi légszennyezés miatt, vagy pedig azért, mert jelentkeznek az olajtermelés geológiai és politikai korlátai. Az új cél az, hogy gyorsan átálljunk egy olyan diverzifikált és villamosított szállítási rendszerre, melyet a helyben megtermelt nap- és szélenergia működtet.”
A szén további felhasználása is óriási kockázatokkal jár az egész emberiség számára: „A világ egyre inkább szembesül a szén elégetésének következményeivel: áldozatul esik a tiszta levegő, a biztonságosan fogyasztható és öntözésre felhasználható vizek és viszonylag stabilnak mondható éghajlat. Ezek a költségek lerántják a leplet az „olcsó szénről”. Sok ország – köztük a világ két legnagyobb gazdasága, az Egyesült Államok és Kína – felismerte már a szén árnyoldalait, és elkezdte a távoldást ettől az energiahordozótól. Ahogy a megújuló energiaforrásokra történő átállás egyre inkább felgyorsul, egyre több szén ott marad, ahol helye a legbiztonságosabb: a föld mélyén."
Az atomenergiával is súlyos problémák vannak. Lester Brown és szerzőtársai először az atomenergia kockázataival foglalkoznak, többek között a fukusimai atomerőmű-katasztrófával is: „Becslések szerint a fukusimai reaktorok teljes leállítása negyven évet vehet igénybe, és költsége akár a 100 milliárd dollárt is elérheti. Ez az összeg azonban nem tartalmazza az erőmű körüli terület sugármentesítését és megtisztítását, a TEPCO már jelenleg is fizetett kártérítéseit az áldozatoknak az elvesztett ingatlanaikért, lelki szenvedésükért és egyéb gyötrelmeikért. Ám még ennél is nyugtalanítóbb az a tény, hogy a reaktormagok leolvadása világ egyik legfejlettebb technikával rendelkező társadalmában történt. A fukusimai atomkatasztrófa megváltoztatta az atomenergia jövőjét."
A könyv szerzői hangoztatják, hogy a magas költségek miatt is egyre vállalhatatlanabbá válik az új atomerőművek megépítése: „A világ egészét nézve 2014 végén mintegy 31 ország működtetett még atomerőműveket, de alig feleannyi ország épített új atomerőművet. A tervbe vett atomerőművek többsége központilag tervezett gazdasággal rendelkező országban épül. De még abban az esetben is, ha egy adott országban nincsen szabad piac, az atomenergiás áramtermelés magas költségei atomerőmű építést rossz energiapolitikai döntéssé teszik. Az atomenergia legszebb évei mára már történelmi emlékek. Az atomerőművekre építő áramtermelés nemrég lezajlott csökkenése nem ideiglenes hanyatlás, hanem sokkal inkább az atomenergia megszűnésének bevezető fejezete."
Ezzel szemben teljes lendülettel zajlik a nap- és szélenergia rendkívül gyors növekedése. A napenergiával kapcsolatban Lester Brown és társszerzői a Deutsche Bank elemzésére hivatkoznak: „A napelemek már 2014 elején az átlagos lakossági, kereskedelmi vagy ipari áramdíjakhoz képest 14 országban versenyképesek voltak, sőt Kaliforniában ez már az ártámogatások nélkül is igaz volt. Például a lakossági tetőre szerelt napelemekből nyert áram Kaliforniában és Dél-Afrikában 25 százalékkal volt olcsóbb, mint a hálózati áram, míg Chilében a napelemes áram még a hálózati áram árnak felénél is olcsóbb volt. Olaszországban, ahol az áramtermelés majdnem 8 százaléka származik napenergiából, a napenergiával termelt áram mintegy kétharmaddal volt olcsóbb, mint a lakossági vagy az ipari árampiac átlagárai.”
A napenergia részletes elemzése azzal a következtetéssel zárul, hogy a „napelemek gyorsan javuló versenyképessége arra utal, hogy a napenergia hasznosítása előtt még annál is ígéretesebb jövő áll, mint amire sok elemző számított. A napenergia az emberiség nagy része számára az olcsóbb áram ígéretét jelenti. De a világ nagyon sok alacsony jövedelmű lakója számára a napenergia teszi lehetővé, hogy életében először otthonában áramhoz jusson."
A szélenergia hasznosításának szintén robbanásszerű növekedésével kapcsolatban a szerzők megállapítják: „Valószínűsíthető, hogy a világ szélenergia-iparának imponáló növekedése az elkövetkező esztendőkben folytatódni fog, oly módon, hogy a növekedés egyre nagyobb része a fejlődő országokból fog származni. Ahogy a szélenergia-hasznosítási technológiák tovább fejlődnek, míg a költségek tovább csökkennek, a szélenergia lesz az áramtermelés legfontosabb forrása.”
Bár a szél- és napenergiánál jóval kisebb a jelentősége, de a geotermikus energiával is részletesen foglalkozik a könyv, és rámutat nagy előnyére: „A geotermikus energia nagy vonzereje az, hogy az áramtermelés folyamatosan és megbízható módon rendelkezésre álló energiaforrása, mely gyakorlatilag leállás nélkül működtethető. De ahogy kibontakozik az energiaátmenet, és egyre több szélenergia- és napenergia-rendszert kapcsolnak fel az elektromos hálózatokra, még fontosabb előny, hogy a geotermikus erőművek, amikor erre szükség van, meg tudják emelni a teljesítményüket. Ez pedig csökkenti azt a kényszert, hogy fosszilis üzemanyagokkal működtetett generátorok álljanak készenlétben azokra az időszakokra, mikor a szélcsend van vagy beesteledik. Azokon a helyeken, ahol a Föld belsejében elegendő hő áll rendelkezésre a geotermikus erőművek kifejlesztésére a potenciális előnyök óriásiak.”
Lester Brown részletes áttekintést ad a világ legfontosabb vízerőmű-projektjeiről. Vízerőművekkel kapcsolatos elemzésének végkövetkeztetése: „Összefoglalóul elmondható: a vízerőművek szolgáltatják a világ elektromosságának tekintélyesnek mondható egy hatodát. De a teljesen iparosított országokban található folyókon már alig lehet vízerőműveket építeni. Azon alacsony jövedelmű országokban, melyekben a folyók még nem hasznosított energiával rendelkeznek, az egyéb megújuló energiaforrások költséghatékonyabb választást jelenthetnek. A vízerőművek finanszírozásával kapcsolatos történelmi döntések közül sok még azelőtt született meg, hogy a nap- és a szélenergia megjelent volna színen. A napenergia alkalmazásával, az emberek birtokosai lehetnek és ellenőrizhetik saját energiaforrásukat, és ezzel a fejlesztési folyamatokba közvetlen beleszólást kapnak. A vízenergia továbbra is fontos lesz, de a nagyméretű vízerőművek megépítése legnagyobbrészt már csak a múlté.”
Az alapvetően optimista hangvételű mű, nyomatékosan figyelmeztet arra, hogy civilizációnk megmentése érdekében most kell cselekednünk. A szerzők nem titkolják el az aggodalmaikat sem: „A civilizáció előtt tornyosuló legnagyobb kérdés pedig az, hogy az energia átmenet elég gyorsan zajlik-e majd ahhoz, hogy el lehessen kerülni a katasztrofális következményekkel járó klímaváltozást. Senki sem tud erre a kérdésre biztos választ adni. Csak az idő során derül ki a válasz. De izgalmas változás zajlik. Az ipari forradalom alakította ki azokat a körülményeket, melyek megzavarták a Föld éghajlatát. A napjainkban zajló energiaforradalom pedig az éghajlat stabilizálásnak körülményeit hozza létre. Már amúgy is nagyratörő energiapolitikai célokat a tervezettnél évekkel hamarabb érnek el. Rendszeresen fordul elő, hogy a nemzeti szél- és napenergia-céloknál jelentősen jobb eredmények születnek. Mivel egyre többször járnak sikerrel a szénerőművek bezárását célul kitűző törekvések, mivel megépülnek a kibocsátásmentes, zöld energiarendszerek, és a szállítási rendszerekben is átállnak az áramhasználatra, lehet, hogy az energia átmenetben hamarosan fordulat következik be.
Az energiaforradalom nemcsak világszemléletünket változtatja meg, hanem azt is, hogy hogyan tekintünk saját magunkra. Az otthonok áramellátását és a gépkocsik akkumulátorainak újratöltését egyaránt biztosító, tetőre szerelt napelemekkel, az egyes személy energiafüggetlensége olyan magas lesz, mint generációk óta még soha. A természethez fűződő kapcsolatunk meg fog változni: míg korábban konfliktusban álltunk a természettel, addig a jövőben nagyobb harmóniában leszünk a természettel. A szénerőművek kéményeiből kijövő, levegőt beszennyező és az éghajlatot megváltoztató emissziót felváltják majd a háztetőkre szerelt napelemek és a messzeségben méltósággal forgó szélturbinák. Üdvözöljük az új energiakorszakban!”
Hasonló trendekről számol be a Spiegel Online:
Első trend:
2000 és 2013 között az egész világban 854 megawatt teljesítményű zöldáram-létesítményt helyeztek üzembe. Ez 854 közepes méretű atomerőmű teljesítményének felel meg. Az ugyanebben az időszakban üzembe helyezett hagyományos erőművek (szén, kőolaj és földgáz) kapacitása mintegy kétszer ekkora volt, de a megújuló energiaforrások jelentős mértékben ledolgozták a lemaradásukat.
Második trend:
A hálózatra felkapcsolt, új építésű zöldáram-létesítmények teljesítménye 2013-ban magasabb volt, mint a hálózatra felkapcsolt szén-, földgáz- és atomerőműveké.
Harmadik trend:
2004 és 2014 között a világon beszerelt napenergiás rendszerek teljesítménye majdnem ötvenszeresére, 3,7 gigawattról több mint 180 gigawattra emelkedett. A növekedés fele annak köszönhető, hogy 2012-ben és 2013-ban a napelemek ára hatalmasat zuhant. Sok tudós úgy véli, hogy a napelemes berendezések néhány év leforgása alatt az áramtermelés legkedvezőbb formái lehetnek.
Negyedik trend:
A világban beszerelt szélenergiás rendszerek teljesítménye 2004 és 2014 között 47 gigawattról 370 gigawattra, és ezzel majdnem nyolcszorosára emelkedett. 2015 első félévében a világ teljes beszerelt szélenergiás kapacitása először volt magasabb az összes kereskedelmi atomerőmű teljesítményénél.
Ötödik trend: A beruházásokban is egyértelműen a zöldáram vezet a hagyományos energiatechnikákkal szemben. 2000 és 2012 között az új áramtermelő beruházások 57 százaléka a megújuló áramtermelésbe áramlott, 40 százaléka a fosszilis energiahordozókra építő áramtermelésbe, míg 3 százalék az atomenergiába. Csak 2014-ben szerte az egész világban 270 milliárd dollár fektettek be a megújuló energiákba.

## Lester Brown legfontosabb könyvei magyar nyelven
- 1. Lester R. Brown: Plan B 3.0 (Mobilizing to Save Civilization), W W Norton & Company, New York, London, 2008

Lester R. Brown: A B-3.0 terv (Mozgósítás a civilizáció megmentésére)
https://web.archive.org/web/20150629220224/http://www.earth-policy.org/images/uploads/translations/PB3_Hungarian.pdf
- 2. Lester R. Brown: Plan B 4.0 (Mobilizing to Save Civilization), W W Norton & Company, New York, London, 2009

Lester R. Brown: A B-4.0 terv (Mozgósítás a civilizáció megmentésére)
https://web.archive.org/web/20150629220228/http://www.earth-policy.org/images/uploads/translations/PB4_Hungarian.pdf
- 3. Lester R. Brown: World on the Edge (How to Prevent Environmental and Economic Collapse), W W Norton & Company, New York, London, 2011

Lester R. Brown: A szakadék szélén táncoló világ, avagy hogyan lehet megakadályozni a környezeti és gazdasági összeomlást
https://web.archive.org/web/20160310061208/http://www.earthpolicy.org/images/uploads/translations/wote_Hungarian.pdf
- 4. Lester R. Brown: Full Planet, Empty Plates (The New Geopolitics of Food Scarcity), W W Norton & Company, New York, London, 2012

Lester R. Brown: Teli bolygó, üres tányérok (Az élelmiszerhiány új geopolitikája)
https://web.archive.org/web/20150629220301/http://www.earth-policy.org/images/uploads/translations/Full_Planet_Hungarian.pdf
- 5. Lester R. Brown: Breaking New Ground (A Personal History), W W Norton & Company, New York, London, 2013

Lester R. Brown: Új utakon jártam (Személyes beszámoló életemről)
https://web.archive.org/web/20150629220241/http://www.earth-policy.org/images/uploads/translations/Hungarian_Translation.pdf
- 6. Lester R. Bown – Janet Larsen – J. Matthew Roney – Emily E. Adams: The Great Transition, Shifting from Fossil Fuels to Solar and Wind Energy, W W Norton & Company, New York, London, 2015

Lester R. Bown – Janet Larsen – J. Metthew Roney – Emily E. Adams: A nagy átmenet: átállás a fosszilis energiahordozókról a nap- és szélenergiára
http://www.earth-policy.org/images/uploads/translations/TGT_Hungarian.pdf